# フラップガールズスクール
フラップガールズスクール(FLAP GiRLS' SCHOOL)は、日本の女性アイドルグループ。 2012年4月15日の公開オーディション後即日結成。2014年1月にCDデビュー。
「全レッスン公開型アイドルユニット」として結成以来、週に2回から3回のメンバーのレッスンを全て公開するというユニークなコンセプトで活動していた。プロデューサーは黒澤直也。
2016年11月19日に土浦駐屯地 開設64周年記念行事にて陸上自衛隊 武器学校の初代アンバサダーに任命された。
2018年4月30日
「道江幸子・坂本マリア・赤津杏子・齋藤雛乃 卒業セレモニー」にて全メンバーが卒業し、事実上の活動休止となる。

## メンバー

### 2018年4月30日に卒業したメンバー
| 名前       | よみがな        | 愛称       | 誕生日  | 出身地   | 趣味                 | 特技                   | 備考                                                           |
| ---------- | --------------- | ---------- | ------- | -------- | -------------------- | ---------------------- | -------------------------------------------------------------- |
| 道江幸子   | みちえ さちこ   | さっちゃん | 6月6日  | 神奈川県 | カメラ、ショッピング | 水泳、オセロ、トランプ | 2期生 2013年3月20日スタート                                    |
| 坂本マリア | さかもと まりあ | マリアン   | 1月25日 | 東京都   | リボン集め           | フラループ             | 3期生 2013年8月17日スタート 2023年に逢沢みゆに改名しAVデビュー |
| 赤津杏子   | あかつ きょうこ | きょんたん | 1月11日 | 茨城県   | デザイン             | ソフトテニス           | 4期生 2016年5月8日スタート（現・泡沫パーティーズ）             |
| 齋藤雛乃   | さいとう ひなの | ひなのん   | 9月23日 | 千葉県   | アニメコスプレ       | ハンドスプリング       | 4期生 2016年5月8日スタート                                     |

### 過去に卒業した主なメンバー
- 佐藤優香（2013年8月17日活動開始・3期生・2017年6月25日卒業）[5]
- 横山未蘭（2013年2月18日活動開始・2期生・2017年6月18日卒業）[5]
- 青山玲奈（2012年4月15日の公開オーディションで正規合格・1期生・2016年5月5日卒業。後Jewel☆Neige、現愛乙女☆DOLL）
- 高野千絵（2012年4月15日の公開オーディションで練習生として仮合格・1期生・2015年4月14日卒業）[5]

## 概要
- 2012年2月、黒澤直也の呼びかけでオーディションを計画。オーディションの計画会議自体をUSTREAMで公開する。
- 2012年4月15日、オーディションの最終審査を公開オーディションとして実施し、正規メンバー5名練習生10名で即日「フラップガールズスクール」結成となる。
- 「全レッスン公開型アイドルユニット」というユニークなコンセプトで活動スタート。
- 2017年に佐藤優香が「まぶたのおさいほう」と題し美容整形手術を行ったことが話題となり、テレビ出演を重ねた[6]。

## 略歴
- 2012年
  - 4月15日　公開オーディション「叶える為の出発点☆リアライズ・ザ・ドリーム・アイドルオーディション」後、全レッスン公開型アイドルユニット"フラップガールズスクール"結成。1期生は公開オーディションで合格した正規生5名(青山玲奈含む)、仮合格の練習生10名(高野千絵含む)で活動スタート。
  - 4月18日　公開レッスンである「プレオープンスクールvol.1」を実施し、[7]お披露目イベントに向けたレッスンが開始。
  - 6月3日　オーディトリウム渋谷にてお披露目イベント「オープニングセレモニー～羽ばたけ翼！日本青年館に向かえ～」を実施。後、公開レッスンは「オープンスクール」に名称を変更。
  - 6月10日　公開レッスンである「オープンスクールvol.1」を実施。本格的なアイドル活動がスタート。
  - 7月1日　新木場STUDIO COASTで行われた「アイドル横丁夏祭り!!〜2012〜」にライブ初出演。
  - 10月6日　「楽天ジャパンオープンテニス2012」イベント広場に出演[8]。
  - 12月17日　初の単独公演「フラップガールズスクールプロムvol.1～みなさぁん！全力でいっきまっすよぉ↑↑～」で50人の目標動員数を達成し[9]、定期公演の開催が決定[9]。
- 2013年
  - 2月18日　2期生の横山未蘭が加入。
  - 3月20日　2期生の道江幸子が加入。
  - 4月15日　1周年記念イベントで1周年記念限定盤CDを手売り限定発売、120人の動員を達成。[10]
  - 4月23日　定期公演「フラップガールズスクールプロムvol.4 ～定期公演で目指せ100人!!3rd FLAP～」にて100人の目標動員数を3回連続で達成できず定期公演の中止が決定。
  - 6月16日　1周年記念限定盤CDを手売りで通算500枚完売し7月の定期公演復活が決定。
  - 7月27日・28日　TOKYO IDOL FESTIVAL2013に登場し、公式パンフレットの販売サポートを務める。
  - 8月17日　定期公演「フラップガールズスクールプロムvol.6～私がフラップガールズスクールです!!～」で3期生の佐藤優香・坂本マリアがお披露目。
  - 9月29日　2週間全てをかけて挑んだ「アイドル横丁新聞杯!!～9月の陣～」で大方の予想を越える第2位を獲得。
  - 10月14日　目標動員数をメンバー自ら掲げ、その達成に向けてメンバーが一丸となって取り組んだ定期公演「フラップガールズスクールプロムvol.7～私達がフラップガールズスクールです!!～」で100人の目標動員数を達成。1stシングル「つぼみ」のリリースが発表。6人体制スタート。[11][12]
- 2014年
  - 1月21日　1stシングル「つぼみ」をリリースし[13]、オリコンシングルデイリーランキング4位(1/20付)[1]・9位(1/26付)・ウイークリーランキング22位獲得。
  - 4月13日　新宿村スタジオに新設された新宿村LIVEにて結成2周年イベントを開催。そこでお披露目された新曲｢面舵イッパイ！｣を2ndシングルとしてリリースすることが発表。
  - 6月29日　定期公演｢フラップガールズスクールプロムvol.8～私達は絶対ここには戻ってこない〜｣で当日20歳の誕生日を迎えた青山玲奈がリーダーに就任。
  - 7月6日　トップバッターでライブデビューを果たしてから3年目の出演となった｢アイドル横丁夏まつり!!〜2014〜｣で念願の横丁三番地（メインステージ）に立つ。
  - 8月2日・3日　前年に引き続きTOKYO IDOL FESTIVAL2014に登場し、公式パンフレットの販売を務める。
  - 8月5日　2ndシングル「面舵イッパイ！」をリリースし、TBS系全国ネット「アッコにおまかせ！」エンディングタイアップ曲に抜擢、オリコンシングルデイリーランキング5位(8/4付)獲得。
  - 8月31日　＠JAM EXPO 2014に出演。
- 2015年
  - 3月24日　3rdシングル「羽ばたけ翼」をリリースし、オリコンシングルデイリーランキング3位(3/23付)・ウイークリーランキング21位、M-ON!Countdown15位、TBS系全国ネット「COUNT DOWN TV」30位、日本テレビ系全国ネット「ミュージックドラゴン」POWER PLAY。
  - 4月14日　1期生の高野千絵が卒業。5人体制スタート。
  - 7月19日　OTODAMA SEA STUDIO 2015に出演。
  - 8月1日・2日　TOKYO IDOL FESTIVAL 2015に出演。
  - 8月18日　4thシングル「サマーデイズDANCE」をリリースし、オリコンシングルデイリーランキング5位(8/17付)・ウイークリーランキング26位、テレビ東京「JAPAN COUNTDOWN」10位、キャンシステムお問い合わせランキング7位、キャンシステムクルコレランキング10位、日本テレビ系全国ネット「バズリズム」POWER PLAY。
  - 8月29日　＠JAM EXPO 2015に出演。
  - 11月22日　「第1回リクエスト公演～場ミリだけのステージvol.24～」を開催。第1位はデビュー曲の「つぼみ」。
- 2016年
  - 1月10日　ライブDVD「MEMORIAL LIVE 2015」発売。
  - 1月17日　「フラップガールズスクールプロムvol.14～君と過ごしたSCHOOL DAYS～」を開催。新宿村LIVEで開催した9回目のワンマンライブで初めてソールドアウトを達成。
  - 3月9日 1stフルアルバム｢SCHOOL DAYS｣をリリースし、オリコンアルバムウイークリーランキング60位(3/21付)獲得。リード曲の「スタートライン」はTBS系番組「ランク王国」2月3月のオープニングテーマ曲タイアップ、有線お問い合わせランキング第９位獲得。(2016.4.4付)
  - 4月25日　フラップガールズスクール結成4周年記念！東名阪ワンマンツアー【東京公演】で4期候補生がお披露目となる。
  - 5月4日　フラップガールズスクール結成４周年記念！東名阪ワンマンツアー【大阪公演】をFANJ twiceで開催し成功を収める。
  - 5月5日　フラップガールズスクール結成４周年記念！東名阪ワンマンツアー【名古屋公演】をX-HALLで開催。成功を収め、1期生でリーダーの青山玲奈が卒業し、第一章が幕を閉じる。
  - 5月8日　4期生の公開最終審査が開催され赤津杏子･齋藤雛乃が4期生として活動開始。横山未蘭が新リーダーに就任し第二章が開幕する。
  - 8月9日　5thシングル「ビバ・ラ・サンバ」をリリースし[14]、オリコンシングルデイリーランキング5位(8/8付)・ウイークリーランキング20位、キャンシステムお問い合わせランキング9位獲得。
  - 8月19日　神宮外苑花火大会の神宮球場にオープニングアクトとして出演。
  - 9月24日・25日　＠JAM×ナタリーEXPO 2016に出演。
  - 11月19日　土浦駐屯地 開設64周年記念行事にて陸上自衛隊 武器学校の初代アンバサダーに任命される[2]。
  - 11月20日　「第2回リクエスト公演～場ミリだけのステージvol.42～」を開催。第１位は「羽ばたけ翼」。
  - 12月6日〜8日　陸上自衛隊武器学校に3日間体験入隊をする。
  - 12月11日　「定期公演～場ミリだけのステージvol.44 SOLO歌バトル!!〜」を開催。初代女王は坂本マリア。
- 2017年
  - 3月21日　初の写真集【GROW〜成長する翼〜】発売。
  - 4月18日　6thシングル「君を守りきる」をリリースし、テレビ東京「アニメマシテ」4月のオープニングテーマ曲タイアップ、オリコンシングルデイリーランキング5位(4/17付)、キャンシステムお問い合わせランキング7位獲得。
  - 4月30日　オープンスクールを行っているスタジオに音響・照明を入れたスペシャルな空間で白熱のライブを楽しめる「定期公演～場ミリだけじゃないステージ〜」シリーズがスタート。
  - 6月11日　5期生の公開最終審査が開催され水口優花が５期生として活動開始。
  - 6月18日　2期生の横山未蘭が卒業。
  - 6月25日　3期生の佐藤優香が卒業。
  - 6月26日　2期生〜5期生で構成された5人体制が新宿BLAZEで行われたイベントでお披露目。
  - 7月10日　OTODAMA SEA STUDIO 2017 ULTRA HAPPY SUMMERに出演。
  - 9月6日 5期生の水口優花が家庭の事情により活動終了。
  - 12月5日  7thシングル「Happy Merry² X’mas」 をリリース。(TBS系「谷原章介の25時ごはん」12月度 エンディングテーマ曲)
- 2018年
  - 3月28日 2ndフルアルバム「F. G. S.」をリリース。(リード曲「旅立ちの日に」がTBS系「谷原章介の25時ごはん」 3月度 エンディングテーマ曲に起用される)
  - 4月15日 フラップガールズスクール結成６周年記念イベントを代官山SPACE ODDで開催。
  - 4月30日　「道江幸子・坂本マリア・赤津杏子・齋藤雛乃 卒業セレモニー」にて全メンバーが卒業。

## ディスコグラフィー

### 限定盤
2013年4月15日発売
フラップガールズスクール1周年記念限定盤CD
- 1. 「フラップガールズスクールのテーマ」作詞・作曲・編曲 黒澤直也
  2. 「君が好き!!」作詞 黒澤直也　作曲 一色真実 / 黒澤直也　編曲 黒澤直也
  3. 「オープンスクールのうた」作詞・作曲・編曲 タニヤマヒロアキ / 黒澤直也

### 1stシングル「つぼみ」
2014年1月21日ベルウッド・レコードより発売（オリコンシングルデイリーランキング4位(1/20付)・9位(1/26付)・ウイークリーランキング22位獲得）
つぼみ（type A）BZCM-1055
- 1. 「つぼみ」作詞・作曲・編曲 タニヤマヒロアキ / 黒澤直也
  2. 「SUNRISE」作詞 U-ka / 黒澤直也　作曲・編曲 黒澤直也
  3. 「君が好き!!」作詞 黒澤直也　作曲 一色真実 / 黒澤直也　編曲 黒澤直也

つぼみ（type B）BZCM-1056
- 1. 「つぼみ」作詞・作曲・編曲 タニヤマヒロアキ / 黒澤直也
  2. 「虹色のステージ」作詞・作曲・編曲 黒澤直也
  3. 「オープンスクールのうた」作詞・作曲・編曲 タニヤマヒロアキ / 黒澤直也

### 2ndシングル「面舵イッパイ！」
2014年8月5日ベルウッドレコードより発売（TBS系全国ネット「アッコにおまかせ！」エンディングタイアップ曲に抜擢、オリコンシングルデイリーランキング5位(8/4付)獲得）
面舵イッパイ！（type A）BZCM-1059
- 1. 「面舵イッパイ！」作詞 黒澤直也　作曲・編曲 黒澤直也 / タニヤマヒロアキ
  2. 「夏色のLOVE AGAIN」作詞 U-ka　作曲 タニヤマヒロアキ　編曲 黒澤直也 / タニヤマヒロアキ
  3. 「面舵イッパイ！」(Instrumental)

面舵イッパイ！（type B）BZCM-1060
- 1. 「面舵イッパイ！」作詞 黒澤直也　作曲・編曲 黒澤直也 / タニヤマヒロアキ
  2. 「最後の花火」作詞 黒澤直也　作曲・編曲 黒澤直也 / 畠山一樹
  3. 「面舵イッパイ！」(Instrumental)
  4. 「最後の花火」(Instrumental)

面舵イッパイ！（初回限定盤 CD+DVD）BZCM-91059
Disc 1(CD)
- 1. 「面舵イッパイ！」作詞 黒澤直也　作曲・編曲 黒澤直也 / タニヤマヒロアキ
  2. 「夏色のLOVE AGAIN」作詞 U-ka　作曲 タニヤマヒロアキ　編曲 黒澤直也 / タニヤマヒロアキ
  3. 「最後の花火」作詞 黒澤直也　作曲・編曲 黒澤直也 / 畠山一樹

Disc 2(DVD)
- 1. 「面舵イッパイ！」 (Music Video)
  2. Making movie

### 3rdシングル「羽ばたけ翼」
2015年3月24日ベルウッドレコードより発売（オリコンシングルデイリーランキング3位(3/23付)・ウイークリーランキング21位、M-ON!Countdown15位、TBS系全国ネット「COUNT DOWN TV」30位、日本テレビ系全国ネット「ミュージックドラゴン」POWER PLAY）
羽ばたけ翼（type F）BZCM-1066、（type A）BZCM-1068
- 1. 「羽ばたけ翼」作詞・作曲・編曲 黒澤直也
  2. 「悪しき習慣」作詞・作曲・編曲 黒澤直也
  3. 「羽ばたけ翼」(Instrumental)
  4. 「悪しき習慣」(Instrumental)

羽ばたけ翼（type L）BZCM-1067、（type P）BZCM-1069
- 1. 「羽ばたけ翼」作詞・作曲・編曲 黒澤直也
  2. 「覚醒」作詞・作曲・編曲 黒澤直也
  3. 「羽ばたけ翼」(Instrumental)
  4. 「覚醒」(Instrumental)

### 4thシングル「サマーデイズDANCE」
2015年8月18日ベルウッドレコードより発売（オリコンシングルデイリーランキング5位(8/17付)・ウイークリーランキング26位、テレビ東京「JAPAN COUNTDOWN」10位、キャンシステムお問い合わせランキング7位、キャンシステムクルコレランキング10位、日本テレビ系全国ネット「バズリズム」POWER PLAY）
サマーデイズDANCE（type A）BZCM-1074、（type C）BZCM-1076
- 1. 「サマーデイズDANCE」作詞・作曲・編曲 黒澤直也
  2. 「MOVING THE WORLD」作詞・作曲・編曲 黒澤直也
  3. 「サマーデイズDANCE」(Instrumental)
  4. 「MOVING THE WORLD」(Instrumental)

サマーデイズDANCE（type B）BZCM-1075、（type D）BZCM-1077
- 1. 「サマーデイズDANCE」作詞・作曲・編曲 黒澤直也
  2. 「大切な君だから」作詞・作曲・編曲 黒澤直也
  3. 「サマーデイズDANCE」(Instrumental)
  4. 「大切な君だから」(Instrumental)

### ライブDVD「MEMORIAL LIVE 2015」
2016年1月10日ベルウッドレコードより発売
2015年に開催された”結成3周年記念イベント”と”プロムvol.13～史上最大の夏ミッション!!!～を収録

### 1stアルバム「SCHOOL DAYS」
2016年3月9日ベルウッドレコードより発売（オリコンアルバムウイークリーランキング60位(3/21付)・リード曲の「スタートライン」はTBS系番組「ランク王国」2月3月のオープニングテーマ曲タイアップ、有線お問い合わせランキング第９位獲得）
- SCHOOL DAYS（初回限定盤）BZCS-91131 CD+DVD

CD収録曲
1.スタートライン／2.MOVING THE WORLD／3.羽ばたけ翼／4.サマーデイズDANCE／5.MY DAY／6.面舵イッパイ！／7.Calling U／8.いちごパフェ／9.夏色のLove again／10.君が好き!!／11.オープンスクールのうた／12.つぼみ／13.悪しき習慣／14.夢を追いかけて

DVD収録内容
つぼみ (Music Video)／面舵イッパイ！(Music Video)／羽ばたけ翼 (Music Video)／サマーデイズDANCE (Music Video)／スタートライン (Music Video)／スタートライン (MV メイキング映像)
- SCHOOL DAYS（通常盤）BZCS-1131

1.スタートライン／2.MOVING THE WORLD／3.羽ばたけ翼／4.サマーデイズDANCE／5.MY DAY／6.面舵イッパイ！／7.Calling U／8.いちごパフェ／9.夏色のLove again／10.君が好き!!／11.オープンスクールのうた／12.つぼみ／13.悪しき習慣／14.夢を追いかけて／15.フラップガールズスクールのテーマ(Bonus Track)

### 5thシングル「ビバ・ラ・サンバ」
2016年8月9日ベルウッドレコードより発売（オリコンシングルデイリーランキング5位(8/8付)、ウイークリーランキング20位、キャンシステムお問い合わせランキング9位獲得）
ビバ・ラ・サンバ（type A）BZCM-1083
- 1. 「ビバ・ラ・サンバ」作詞・作曲・編曲 黒澤直也
  2. 「恋してる！」作詞・作曲・編曲 黒澤直也
  3. 「ビバ・ラ・サンバ」(Instrumental)
  4. 「恋してる！」(Instrumental)

ビバ・ラ・サンバ（type B）BZCM-1084
- 1. 「ビバ・ラ・サンバ」作詞・作曲・編曲 黒澤直也
  2. 「Congraturation」作詞 黒澤直也　作曲・編曲 黒澤直也 / 野村匡希
  3. 「ビバ・ラ・サンバ」(Instrumental)
  4. 「Congraturation」(Instrumental)

ビバ・ラ・サンバ（初回限定盤 CD+DVD）BZCM-91083
Disc 1(CD)
- 1. 「ビバ・ラ・サンバ」作詞・作曲・編曲 黒澤直也
  2. 「最後の花火」作詞 黒澤直也　作曲・編曲 黒澤直也 / 畠山一樹

Disc 2(DVD)
- 1. 「ビバ・ラ・サンバ」 (Music Video)
  2. Making movie

### 6thシングル「君を守りきる」
2017年4月18日ベルウッドレコードより発売（テレビ東京「アニメマシテ」4月のオープニングテーマ曲タイアップ、オリコンシングルデイリーランキング5位(4/17付)、キャンシステムお問い合わせランキング7位獲得）
君を守りきる（通常盤）BZCM-1087
- 1. 「君を守りきる」作詞・作曲・編曲 黒澤直也
  2. 「サバイバルロード」作詞・作曲・編曲 黒澤直也
  3. 「君を守りきる」(Instrumental)
  4. 「サバイバルロード」(Instrumental)

君を守りきる（初回限定盤 CD+DVD）BZCM-91087
Disc 1(CD)
- 1. 「君を守りきる」作詞・作曲・編曲 黒澤直也
  2. 「LIGHTNING」作詞 黒澤直也　作詞・作曲・編曲 黒澤直也

Disc 2(DVD)
- 1. 「君を守りきる」 (Music Video)
  2. Making movie

### 7thシングル「Happy Merry² X’mas」
2017年12月5日ベルウッドレコードより発売（TBS系「谷原章介の25時ごはん」12月度 エンディングテーマ）
Happy Merry² X’mas（typeA）BZCM-1090
- 1. 「Happy Merry² X’mas」作曲 イトウミホコ 作詞・編曲 黒澤直也
  2. 「白いため息」作詞 U-ka 作曲・編曲 黒澤直也
  3. 「Happy Merry² X’mas」(Instrumental)
  4. 「白いため息」(Instrumental)

Happy Merry² X’mas（typeB）BZCM-1091
- 1. 「Happy Merry² X’mas」作曲 イトウミホコ 作詞・編曲 黒澤直也
  2. 「MOONLIGHT」作詞・作曲・編曲 黒澤直也
  3. 「Happy Merry² X’mas」(Instrumental)
  4. 「MOONLIGHT」(Instrumental)

Happy Merry² X’mas（初回限定盤 CD+DVD）BZCM-91090
Disc 1(CD)
- 1. 「Happy Merry² X’mas」作曲 イトウミホコ 作詞・編曲 黒澤直也
  2. 「MOONLIGHT」作詞・作曲・編曲 黒澤直也

Disc 2(DVD)
- 1. 「Happy Merry² X’mas」 (Music Video)
  2. Making movie

### 2ndアルバム「F. G. S.」
2018年3月28日ベルウッドレコードより発売(リード曲「旅立ちの日に」はTBS系「谷原章介の25時ごはん」 3月度 エンディングテーマ曲)
- 「F. G. S.」（初回限定盤）BZCS-91160 CD+DVD

CD収録曲
1.MOONLIGHT／2.LIGHTNING (latest ver.)／3.旅立ちの日に／4.Stylish Summer／5.恋してる！(latest ver.)／6.君を守りきる／7.ビバ・ラ・サンバ（latest ver.）／8.最後の花火（latest ver. 2）／9.サバイバルロード／10.Happy Merry² X’mas／11.白いため息／12.Congratulation (latest ver.)

DVD収録内容
つぼみ (Music Video)／面舵イッパイ！(Music Video)／羽ばたけ翼 (Music Video)／サマーデイズDANCE (Music Video)／スタートライン (Music Video)／スタートライン (MV メイキング映像)
- 「F. G. S.」（通常盤）BZCS-1160

1.MOONLIGHT／2.LIGHTNING (latest ver.)／3.旅立ちの日に／4.Stylish Summer／5.恋してる！(latest ver.)／6.君を守りきる／7.ビバ・ラ・サンバ（latest ver.）／8.最後の花火（latest ver. 2）／9.サバイバルロード／10.Happy Merry² X’mas／11.白いため息／12.Congratulation (latest ver.)／13.Happy Merry² X’mas (Remix)

## 出演

### 主催・単独ライブ
| 開催日         | 公演タイトル                                                                                       | 会場                  | 備考               |
| -------------- | -------------------------------------------------------------------------------------------------- | --------------------- | ------------------ |
| 2012年4月15日  | 公開オーディション                                                                                 | 上野BRASH             | 公開オーディション |
| 2012年6月3日   | オープニングセレモニー～羽ばたけ翼！日本青年館に向かえ～                                           | オーディトリウム渋谷  | お披露目イベント   |
| 2012年12月17日 | フラップガールズスクールプロムvol.1〜みなさぁん！全力でいっきまっすよぉ↑↑〜                        | 赤坂GENKI             | ワンマンライブ     |
| 2013年1月28日  | フラップガールズスクールプロムvol.2～定期公演で目指せ100人!!1st FLAP～                             | 赤坂GENKI             | 定期公演           |
| 2013年2月25日  | フラップガールズスクールプロムvol.3～定期公演で目指せ100人!!2nd FLAP～                             | 赤坂GENKI             | 定期公演           |
| 2013年4月15日  | フラップガールズスクール結成1周年周年記念イベント                                                  | 上野BRASH             | 記念イベント       |
| 2013年4月23日  | フラップガールズスクールプロムvol.4～定期公演で目指せ100人!!3rd FLAP～                             | 赤坂GENKI             | 定期公演           |
| 2013年7月21日  | フラップガールズスクールプロムvol.5～ホップ。ステップ。フラップ!! あなたのおかげで翼が生えました～ | 初台DOORS             | 定期公演           |
| 2013年8月17日  | フラップガールズスクールプロムvol.6〜私がフラップガールズスクールです!!〜                          | 初台DOORS             | 定期公演           |
| 2013年10月14日 | フラップガールズスクールプロムvol.7〜私達がフラップガールズスクールです!!〜                        | 渋谷AUBE              | 定期公演           |
| 2014年4月13日  | フラップガールズスクール結成2周年記念イベント（１部・２部）                                        | 新宿村LIVE            | 記念イベント       |
| 2014年6月29日  | フラップガールズスクールプロムvol.8〜私達は絶対ここには戻ってこない〜                              | 赤坂GENKI             | 定期公演           |
| 2014年8月30日  | フラップガールズスクールプロムvol.9〜この夏つかんだ宝物〜                                          | 新宿村LIVE            | 定期ワンマン公演   |
| 2014年9月24日  | 定期公演〜場ミリだけのステージvol.1〜シリーズスタート                                              | 新宿村スタジオ        | 定期公演           |
| 2014年10月25日 | フラップガールズスクールプロムvol.10～私達の1周年～                                                | 新宿村LIVE            | ワンマンライブ     |
| 2014年12月24日 | フラップガールズスクールプロムvol.11〜クリスマスイブライブ2014〜                                   | 新宿村LIVE            | ワンマンライブ     |
| 2015年2月21日  | フラップガールズスクールプロムvol.12〜そして今こそ羽ばたけ翼〜                                     | 新宿村LIVE            | ワンマンライブ     |
| 2015年5月6日   | フラップガールズスクール結成3周年記念イベント                                                      | 新宿村LIVE            | 記念イベント       |
| 2015年8月16日  | フラップガールズスクールプロムvol.13〜史上最大の夏ミッション!!!〜                                  | 新宿村LIVE            | ワンマンライブ     |
| 2015年11月22日 | 第１回リクエスト公演～場ミリだけのステージvol.24～                                                 | 新宿村スタジオ        | リクエスト公演     |
| 2016年1月17日  | フラップガールズスクールプロムvol.14～君と過ごしたSCHOOL DAYS～                                    | 新宿村LIVE            | ワンマンライブ     |
| 2016年3月21日  | 1stアルバム発売記念ワンマンライブ～リバイバル！プロムvol.14～                                      | 新宿村LIVE            | ワンマンライブ     |
| 2016年4月25日  | フラップガールズスクール結成４周年記念！東名阪ワンマンツアー【東京公演】                           | 新宿村LIVE            | ワンマンライブ     |
| 2016年5月4日   | フラップガールズスクール結成４周年記念！東名阪ワンマンツアー【大阪公演】                           | アメリカ村 FANJ twice | ワンマンライブ     |
| 2016年5月5日   | フラップガールズスクール結成４周年記念！東名阪ワンマンツアー【名古屋公演】                         | 名古屋 X-HALL         | ワンマンライブ     |
| 2016年8月29日  | フラップガールズスクールプロムvol.15 ～あの太陽が焼き付ける景色～                                  | 新宿村LIVE            | ワンマンライブ     |
| 2016年11月22日 | 第２回リクエスト公演～場ミリだけのステージvol.42～                                                 | 新宿村スタジオ        | リクエスト公演     |
| 2016年12月11日 | 定期公演～場ミリだけのステージvol.44 SOLO歌バトル!!〜                                              | 新宿村スタジオ        | ソロバトル公演     |
| 2017年4月30日  | 定期公演〜場ミリだけじゃないステージvol.1〜シリーズスタート                                        | 新宿村スタジオ        | 定期公演           |
| 2018年4月15日  | フラップガールズスクール結成６周年記念イベント                                                     | 代官山SPACE ODD       | ワンマンライブ     |

### TV
- スカパー！PigooHD『GirlsNews〜ガールズポップ＃34』(2013年1月18日)
- テレビ埼玉『ウタ娘』（2013年2月1日他）
- テレビ愛知『アイドル界隈』（2013年8月16日）
- フジテレビ『お台場生忘年会5時間SP～モテ女100vsモテない芸人＆アイドル～』（2013年12月31日）
- テレビ埼玉・中部日本放送・とちぎテレビ・北海道放送・テレビ神奈川・千葉テレビ・群馬テレビ・京都放送『未来定番曲』（2014年2月3日〜2月13日／2014年8月5日〜8月28日／2016年4月12〜4月18日）
- nottv『スマホにゃアイドル　スマホちゃん』（2014年8月5日～8月8日／8月18日～8月22日）
- テレビ埼玉『ウタ娘』（2014年8月度オープニングテーマ「面舵イッパイ！」）
- TBS『アッコにおまかせ！』（2014年8月度エンディングテーマ「面舵イッパイ！」）
- TVK『STEP UP GIRLS!』（2014年10月18日）
- nottv3『アイフェス～IDOL FESTIVAL～』（2014年10月27日／11月3日／11月10日）
- nottv3『アイフェス★すぺ！～IDOL FESTIVAL SPECIAL～』（2014年11月16日）
- テレビ埼玉『即興！電影劇団』（2015年3月14日）
- 日本テレビ『ミュージックドラゴン』（2015年3月20日／3月27日「羽ばたけ翼」POWER PLAY）
- TBS『COUNT DOWN TV』（2015年4月4日）
- フジテレビ『華丸大吉の2020』（2015年7月31日／8月7日）
- 日本テレビ『バズリズム』（2015年8月7日／8月14日／8月21日「サマーデイズDANCE」POWER PLAY）
- テレビ東京『JAPAN COUNTDOWN』（2015年8月30日）
- フジテレビNEXT／NEXT Smart『TOKYO IDOL FESTIVAL 2015 SPエディション』（2015年10月8日）
- 日本テレビ『PON!』（2016年2月2日）
- テレビ埼玉『ウタ娘』（2016年2月）「祝フラップガールズスクールアルバム発売記念 収録曲はこんな曲」
- TBS『ランク王国』（2016年2月・3月オープニングテーマ「スタートライン」）
- BSジャパン『アイドル魂 なだれ坂ロック！』（2016年8月28日／12月26日深夜）
- テレビ東京『アニメマシテ』（2017年4月度オープニングテーマ「君を守りきる」）
- フジテレビ『良かれと思って！SP』（2017年7月12日）

### ラジオ
- 下北FM 『フラップガールズスクールの1周年までイレブンデイズ!!』（2013年4月4日）
- 目黒FM『クロちゃんのIDOL ST@TION』（2013年6月13日・2014年1月16日他）
- 下北FM 『フラップガールズスクールの祝!!定期公演復活だぁぁぁあ！』（2013年6月20日）
- ラジオNIKKEI『アイドルジェネレーション』（2014年1月2日）
- FM PORT『げんこつRADIO SHOW!』（2014年1月18日）
- CBCラジオ・新潟放送・福井放送・山陽放送・山梨放送『流行音楽堂』（2014年1月25日〜1月31日）
- FM PORT『Radio mixture』（2014年8月16日）
- 山口放送・大分放送・ラジオ佐賀・長崎放送・四国放送・『もしかして どぶろっくだけど！？』（2016年5月21日〜5月26日）

### Web放送
- ODAIBA TV『P3 MODERNPEZ』にゲスト出演（2012年5月31日）
- WALLOP放送局『フラップガールズスクールの村人ラジオ』第2・第4木曜日19:30〜（30min + extra time 15min・2013年12月26日終了）[15]
- WALLOP放送局『BellJamRadioZ』（2014年2月5日・2月12日・2月19日・2月26日他）
- SHOWROOM『フラップガールズスクールのオープンルーム』毎週火曜日20:00〜
- ニコニコ生放送『ニコラジ』(2015年8月14日)※池袋ニコニコ本社サテライトスタジオ「ニコぶくろ」にて公開生放送
- ぶらり路上プロレス（2017年3月 - 、#13 - 14、Amazonプライム・ビデオ） - 旅人（道江のみ）

### 舞台
- 『フライングパイレーツ〜ネバーランド漂流記』新宿村LIVE（2015年4月29日〜5月4日）

青山玲奈（マリカ役）・横山未蘭（シルバー役）・道江幸子（ジャックス役）・佐藤優香（ルフィーナ役）・坂本マリア（ビッキー役）

### 広告
- 渋谷モディ（旧渋谷マルイ）大型ビジョン掲載モデル（CHEERZ、2017年7月10日 - 16日）[16]道江のみ

## メディア掲載

### 新聞
- サンケイスポーツ（2014年1月26日、2014年8月10日[17]、2015年3月30日）
- 日刊スポーツ（2014年1月26日）
- 東京中日スポーツ（2014年1月26日、2016年3月14日、2016年11月20日）
- 東京スポーツ（2014年8月11日[18]）
- デイリースポーツ（2014年8月11日[19]、2016年11月20日）
- スポーツ報知（2014年8月11日）
- スポーツニッポン（2014年8月11日）
- アイドル横丁新聞（2014年4月号・8月号）
- 夕刊フジ（2016年8月17日）
- 日刊ゲンダイ（2017年4月17日）

### 雑誌
- オタポケ『アイドル戦国時代』（2012年6月号）
- TopYell『LIVE REPORT アイドル横丁夏祭り!!2012』（2012年9月号）
- デ☆ビュー 『「さなぎ観察型エンタテインメント」にチャンスあり！』（2013年2月号）
- LIVEアイドル図鑑Vol.2 『Pick up 東京ご当地アイドル』（2014年2月4日）
- TopYell 『フラップガールズスクール 6つの魅力』『完全現場主義! クロちゃんの神推しLIVEノート』（2014年3月号）
- Cool-up Girls Vol.1 『注ドル』（2014年4月30日発売）
- アニカンR ヤンヤン!! vol.19『ヤンヤン!! SONG BOOK』（2014年8月8日発売）
- ROUND UP!! @JAM EXPO 2015『NEXT GIRL'S FILE』（2015年11月28日発売）
- フレッシュヤンヤン2016 SPRING『FRESH INTERVIEW』（2016年2月5日発売）